# G'olé
G'olé is het 14e album van Rick Wakeman in een lange reeks albums die onder zijn eigen naam werd uitgebracht.

## Inleiding
Wakeman maakte in die periode (even) geen deel uit van de rockband Yes. Het album bevat de filmmuziek die gemaakt is voor de officiële film van het WK voetbal 1982 onder de gelijke titel. De film was in de jaren na 1982/1983 nog regelmatig op televisie te zien, overigens zonder vermelding van de naam Wakeman in de advertenties. Opnamen vonden plaats in de Berwick Studio (Berwick Street), Olympic Studios te Barnes en Jacobs Studio te Farnham.
Het album bevat zoals gebruikelijk bij Wakeman hier en daar virtuoze passages tegenover eenvoudiger opzet. Wakeman zat in een periode met contrasten binnen zijn muziek; staccato wordt afgewisseld met legato-lijnen. Wakeman zelf omschreef het als een album alleen voor verzamelaars en vond één van genoemde studios verschrikkelijk om in te werken.
In terugblik bij een heruitgave in 2018 meldde Paul Rijkens, specialist elektronische muziek bij IO Pages, dat na het uitgeven van de elpee, dit gezien werd als een van de zwakkere albums van Wakeman. Hij was het slechts gedeeltelijk eens met die mening; zekere stond er matige muziek op, maar toch ook goede nummers zoals International flag, The dove en Black pearl.

## Musici
- Rick Wakeman- toetsinstrumenten (waaronder KORG, Yamaha en Moog)
- Jackie McAuley- akoestische gitaar;
- Mitch Dalton- akoestische gitaar;
- Tony Fernandez- drums

## Muziek
| Nr. | Titel                         | Duur |
| --- | ----------------------------- | ---- |
| 1.  | International flag            | 2:14 |
| 2.  | The dove (opening ceremony)   | 3:37 |
| 3.  | Wayward spirit                | 3:19 |
| 4.  | Latin reel (theme from G'olé) | 2:44 |
| 5.  | Red island                    | 5:04 |
| 6.  | Spanish holiday               | 2:43 |
| 7.  | No possible                   | 2:55 |
| 8.  | Shadows                       | 3:36 |
| 9.  | Black pearls                  | 2:52 |
| 10. | Frustration                   | 3:11 |
| 11. | Spanish montage               | 2:47 |
| 12. | G'olé                         | 2:54 |

Het album werd net uitgebracht voordat de cd op de markt kwam. Origineel werd het album uitgebracht op het label Charisma Records (The Famous Charisma Label). Alhoewel op de lp al wel een bestelnummer voor cd werd gegeven, kwam deze pas in 2006 via Voiceprint uit. In 2018 gaf Wakeman zelf een heruitgave uit.